# WRT-300
WRT-300 (ros. ВРТ-300) – rosyjski bezzałogowy statek powietrzny w układzie śmigłowca.

## Historia
Prace nad nową konstrukcją zostały wdrożone w 2014 r. w Biurze Konstrukcyjnym „WR-Technologie” (ros. КБ «ВР-Технологии»), które jest częścią holdingu „Śmigłowce Rosji” («Вертолеты России»). W pracach brali udział inżynierowie z biur Mila i Kamowa oraz z innych rosyjskich firm lotniczych. 
Pierwsza publiczna prezentacja WRT-300 miała miejsce 10–13 lipca 2017 r. podczas Międzynarodowej Wystawy Przemysłowej INNOPROM-2017 w Jekaterynburgu. Kolejna prezentacja nastąpiła w ramach Międzynarodowego Salonu Lotniczo-Kosmicznego MAKS-2017 w Żukowskim. Zaprezentowano wówczas wersję przeznaczoną do prowadzenia obserwacji powierzchni ziemi oraz wersję dostosowaną do operowania z pokładów statków czy platform wiertniczych i zdolną do monitoringu morza i powierzchni lodu. Do oblatania prototypu doszło w trzecim kwartale 2019 r. Na MAKS-2019 przedstawiono zmodyfikowane egzemplarze: wersję Arctic Supervision wyposażoną w radar boczny pracujący w paśmie X, przeznaczoną do badania powierzchni lodu i dostosowaną do działań w Arktyce oraz wersję Opticvision dysponującą zwiększonym zasięgiem lotu. 
Produkcja seryjna została uruchomiona w 2021 r. Na pokazach MAKS-2021 spółka „Śmigłowce Rosji” zawarła z Pocztą Rosyjską umowę o wykorzystaniu WRT-300 w Czukockim Okręgu Autonomicznym do transportu przesyłek pocztowych. Do końca 2021 roku planowano przeprowadzenie pierwszych lotów testowych na trasie Anadyr – Ugolne Kopy.